# Ambar Halim
Ambar Halim is een bestuurslaag in het regentschap Toba Samosir van de provincie Noord-Sumatra, Indonesië. Ambar Halim telt 404 inwoners (volkstelling 2010).